# غومو (لعبة فيديو)
غومو (بالإنجليزية: Gomo)‏، هي لعبة فيديو مغامرات مطورة في سلوفاكيا، أنتجت سنة 2013.

## وصلات خارجية
- Official site

## مصدر
1. ↑  GOG.com (بالإنجليزية والألمانية والفرنسية والروسية), QID:Q1486288
2. ↑  Humble Store (بالإنجليزية), QID:Q42328566
3. ↑  ستيم، 1.0.0.81، 1.0.0.82، 12 سبتمبر 2003، QID:Q337535
4. ↑  ستيم، 1.0.0.81، 1.0.0.82، 12 سبتمبر 2003، QID:Q337535
5. ↑  Gomo review - AdventureGamers.com نسخة محفوظة 28 أبريل 2017 على موقع واي باك مشين.
6. ↑  http://pc.hrej.cz/preview/gomo-4449/ Czech نسخة محفوظة 2016-10-12 على موقع واي باك مشين.
7. ↑  Gomo - Walkthrough, Tips, Review نسخة محفوظة 10 يوليو 2014 على موقع واي باك مشين.